# Gnome (sinh vật thần thoại)
Gnome hay thần lùn là một chủng tộc thần thoại trong văn hóa dân gian Bắc Âu. Tới khoảng thế kỷ thứ 16, nhà giả kim người Thụy Sĩ Paracelsus phổ biến gnome ra rộng rãi hơn với thế giới. Ngoài ra hình tượng của họ cùng gắn liền với đất, nguyên tố Thổ và họ cũng như được xem là một tinh linh nguyên tố bên cạnh Salamander, Undine và Sylph.

## Hình ảnh

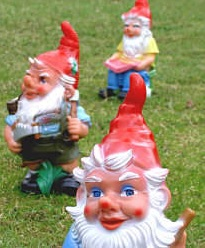